# John O’Gallagher
John O’Gallagher (* 1964 in Anaheim) ist ein US-amerikanischer Musiker (Altsaxophon).

## Leben und Wirken
John O’Gallagher lernte während der Schulzeit in Spokane Altsaxophon. Nach dem Highschool-Abschluss studierte er kurz an der Eastern Washington University, um dann an das Berklee College of Music in Boston zu wechseln. Dort hatte er Unterricht bei Joe Viola, Jerry Bergonzi und George Garzone. In den folgenden Jahren arbeitete er in New York City mit eigenen Bandprojekten, außerdem mit Joe Henderson, Maria Schneider, Kenny Wheeler, Billy Hart, Tony Malaby, Jeff Williams, Tom Rainey, Chris Cheek, Ralph Alessi, Rudresh Mahanthappa und Michael Formanek. 2003 legte er sein Debütalbum Abacus (Arabesque Recordings) vor,  an dem Johannes Weidenmüller, Jeff Hirshfield, Ben Monder und Russ Lossing mitgewirkt hatten. 2004 folgte das Trioalbum Rules of Invisibility Vol. 1/2 (CIMP, mit Masa Kamaguchi und Jay Rosen); 2008 Dirty Hands und 2012 The Anton Webern Project (Whirlwind Recordings, mit Johannes Weidenmüller, Tyshawn Sorey, Pete McCann, Russ Lossing, Matt Moran und der Sängerin Margret Grebowicz). Aufnahmen entstanden auch u. a. mit dem Samo Šalamon Bassless Quartet, dem Brooklyn Sax Quartet, und Timuçin Şahin, ferner mit Johannes Weidenmüller und mit Michael Janisch. Im Bereich des Jazz war er von 1993 bis 2017 an 51 Aufnahmesessions beteiligt.

## Diskographische Hinweise
- Live in Brooklyn (Whirlwind, 2016), mit Johannes Weidenmüller, Mark Ferber
- Beast (2024), mit João Lencastre, Samuel Gapp, Zé Almeida